# Alison Weir
Alison Weir (Londen, 8 juli 1951) is een Engelse schrijfster en historica, gespecialiseerd in de Engelse geschiedenis van met name de Tudors. Ze is een van de best verkopende auteurs van geschiedenisboeken en historische romans in het Verenigd Koninkrijk, en wereldwijd zijn er meer dan 2,5 miljoen boeken van haar verkocht. 